# خوان أنطونيو دي ثونثونيجي
خوان أنطونيو دي ثونثونيغوي إي لوريدو (من بورتوغاليتي، بيثكايا، وُلد في 21 ديسمبر 1900 - تُوفي في مدريد، 31 مايو 1982)، روائي إسباني. يُعتبر من الكُتّاب الغزيري الإنتاج، وتندرج أعماله ضمن الواقعية التقليدية. أصبح عضواً في الأكاديمية الملكية الإسبانية منذ عام 1957.
وُلد في 21 ديسمبر 1900 في بورتوغاليتي (بيثكايا). درس في مدرسة اليسوعيين في أوردوينا، ثم في جامعات ديستو، بلد الوليد وسلامنكا. كانت له صداقة كبيرة مع ميغيل دي أونامونو، الذي كان، حسب قول ثونثونيغوي نفسه، الكاتب الأكثر تأثيراً عليه. وبعد انتقال عائلته إلى مدريد، أنهى دراسته في كلية الحقوق. حصل على درجة الدكتوراه في الفلسفة والآداب، كما درس اللغة الفرنسية والإيطالية في تور (فرنسا) وبيروجيا (إيطاليا).
خلال الحرب الأهلية الإسبانية، عمل مع هيئة الصحافة والدعاية، ثم في مجلة فيرتيس كناقد مسرحي. كما تزوج كذلك من تيريزا ماروغان.
في عام 1957 شغل المقعد “أ” الذي تركه بيو باروخا في الأكاديمية الملكية الإسبانية. تُوفي في مدريد، حيث كان يعيش بشكل دائم منذ شبابه، ودُفن بناءً على رغبته الخاصة في بلدة بورتوغاليتي، في مقبرة عائلة زوجته.
كان يستخدم مصطلح “الأسطول” لتقسيم إنتاجه الأدبي الغزير، وكان يصنف كتبه إلى “حمولة كبيرة” و”حمولة صغيرة” حسب حجمها. من الكتب ذات “الحمولة الكبيرة” نذكر: تشيريبي، تشيبليشاندلي، آه… هؤلاء الأبناء! والحياة كما هي، وهي “رواية مغامرات شعبية” حسب المؤلف، وتدور أحداثها في مدريد.
أما من كتب “الحمولة الصغيرة”: قصص وخرافات من مصبي، الحياة والمناظر الطبيعية في بلباو، والرجل الذي كان يسير نحو أن يُصبح تمثالاً.
يُعد ثونثونيغوي أبرز من أرّخ أدبياً لحياة وعادات مجتمع بورتوغاليتي وبلباو في الثلث الأول من القرن العشرين.
رواياته تندرج في خط واقعي قريب من الطبيعية، مع تأثير ملحوظ لأسلوب بيو باروخا من حيث اللغة المختصرة. تتناول أعماله شخصيات متنوعة من مجتمعي بلباو ومدريد، وغالباً ما يتسمون بنظرة مادية للحياة. رؤيته للعالم متشائمة إلى حدٍّ ما، رغم أنها تخفف أحياناً بروح الدعابة، كما في روايته القرحة التي تخرج عن نمطه الواقعي المعتاد.
الروايات المنشورة حتى عام 1950 تدور أحداثها في بلباو وضواحيها، بينما أصبحت مدريد المسرح الرئيسي لأعماله بعد ذلك التاريخ.
يرى خوان مانويل دي برادا أنه “روائي استثنائي، يفوق بلا شك معاصريه مثل رامون خوسيه سيندر أو ماكس أوبي، بل ويتفوق على كتاب الجيل التالي له، بما فيهم ثيلا أو دليبيس (…) من حيث الكثافة الإنسانية، والحدس، وقوة السرد، ومتعة الحكي، فإن ثونثونيغوي هو روائي لا يُقارن إلا بباروخا.